# Земля гномов
Земля гномов — музыкальный альбом Юрия Морозова, первая оформленная запись автора после переезда в Ленинград. Распространялся в виде одноименного магнитоальбома. Позже, после выполненного автором ремастеринга был (дополненный записями с других альбомов) оформлен автором как сборник. Большинство композиций сборника — инструментальные композиции.

## История записи
```

```

Первые записи после Кавказа. Практиковал перезаписывание фонограмм с мага на маг и попутное дополнительное наложение. Прихожу к мысли о создании N-канального магнитофона.— Юрий Морозов. Книга «Против течения»

## Список композиций
Все тексты и музыка написаны Юрием Морозовым, кроме (2) — слова Юрия Морозова и Нины Морозовой, (13) — музыка Сергея Лузина.

### Оригинальный магнитоальбом (трек-лист 1972 года)
| №                   | Название                     | Длительность |
| ------------------- | ---------------------------- | ------------ |
| 1.                  | «Много, очень много»         | 1:33         |
| 2.                  | «Когда я вижу, ты приходишь» | 2:50         |
| 3.                  | «Время не ждет»              | 2:12         |
| 4.                  | «По темно-фиолетовой воде»   | 1:37         |
| Общая длительность: | Общая длительность:          | 8:15         |

### Трек-лист авторского переиздания
| №                   | Название                                                               | Альбом или сборник                                  | Длительность |
| ------------------- | ---------------------------------------------------------------------- | --------------------------------------------------- | ------------ |
| 1.                  | «Много, очень много»                                                   | Земля гномов (1972)                                 | 1:33         |
| 2.                  | «Когда я вижу, ты приходишь»                                           | Земля гномов (1972)                                 | 2:50         |
| 3.                  | «Время не ждет»                                                        | Земля гномов (1972)                                 | 2:12         |
| 4.                  | «По темно-фиолетовой воде»                                             | Земля гномов (1972)                                 | 1:37         |
| 5.                  | «Будто после странствий» (записи 1972-1973 гг.)                        | Обломки (1976)                                      | 2:02         |
| 6.                  | «Песня хиппи» (записи 1972-1973 гг.)                                   | Обломки (1976)                                      | 2:02         |
| 7.                  | «Вишневый сад Джими Хендрикса» (запись 1973 г.)                        | Сон в красном тереме (1975), Сон (1976)             | 2:36         |
| 8.                  | «Эффект присутствия» (запись 1973 г.)                                  | Вишневый сад Джими Хендрикса (1973)                 | 1:10         |
| 9.                  | «Последний закат» (запись 1973 г.)                                     | Последний закат (1976), Магнифико (1976)            | 1:48         |
| 10.                 | «Кладбище паровозов» (запись 1974 г.)                                  | Последний закат (1976), Магнифико (1976)            | 1:30         |
| 11.                 | «Любовь к гладиаторам» (запись 1974 г.)                                | Последний закат (1976), Магнифико (1976)            | 1:36         |
| 12.                 | «В земле да Ханаанской (Похороны девственницы)» (записи 1974-1975 гг.) | Как дурак (1975), Магнифико (1976)                  | 1:04         |
| 13.                 | «Возвращение» (записи 1974-1976 гг.)                                   | Последний закат (1976), Магнифико (1976)            | 2:30         |
| 14.                 | «Рок-н-рольчик» (записи 1972-1973 гг.)                                 | Обломки (1976)                                      | 1:28         |
| 15.                 | «Пентесилея» (записи 1972, 1975 гг.)                                   | Сон в красном тереме (1975), Сон (1976)             | 1:48         |
| 16.                 | «Это все деньги» (запись 1975 г.)                                      | Сон в красном тереме (1975), Сон (1976)             | 1:40         |
| 17.                 | «Закрыв глаза» (запись 1976 г.)                                        | Магнифико (1976)                                    | 2:58         |
| 18.                 | «В день самоубийства» (запись 1975 г.)                                 | Сон в красном тереме (1975), Последний закат (1976) | 1:58         |
| 19.                 | «Остров скелетов» (запись 1975 г.)                                     | Сон в красном тереме (1975), Крен (1976)            | 3:13         |
| 20.                 | «Танец с цаплями»                                                      |                                                     | 1:22         |
| 21.                 | «День рождения Джими» (записи 1974-1976 гг.)                           | Крен (1976)                                         | 1:25         |
| 22.                 | «Любовь под барабаном» (запись 1973 г.)                                | Последний закат (1976), Магнифико (1976)            | 3:16         |
| 23.                 | «Ты не даешь мне денег» (записи 1972-1973 гг.)                         | Обломки (1976)                                      | 0:57         |
| 24.                 | «Марш идиотов»                                                         |                                                     | 0:42         |
| 25.                 | «Бог сильнее нас»                                                      |                                                     | 0:52         |
| 26.                 | «После прослушивания Моцарта» (записи 1972,1976 гг.)                   | Последний закат (1976), Магнифико (1976)            | 2:26         |
| 27.                 | «Мой друг пони»                                                        |                                                     | 1:53         |
| 28.                 | «Инструментальная пьеса для гитары и ударных» (запись 1976 г.)         | Superguitar (1980)                                  | 3:16         |
| 29.                 | «Я хочу тебе сказать»                                                  |                                                     | 1:58         |
| Общая длительность: | Общая длительность:                                                    | Общая длительность:                                 | 56:12        |

## Участники записи
- Юрий Морозов — вокал, гитары, бас-гитара, ударные, перкуссия
- Нина Морозова — вокал (7,16)
- Сергей Лузин — гитара (13), бас-гитара (26), губная гармоника (7)
- Михаил Крстич — ритм-гитара (7)